# Трансформърс: Кибер-вселена
„Трансформърс: Кибер-вселена“ (на английски: Transformers: Cyberverse) е компютърно анимиран сериал, базиран на поредицата „Трансформърс“ от Hasbro. Сериалът дебютира в Cartoon Network на 27 август 2018 г.
В трети сезон подзаглавието е променено на „Трансформърс Бъмбълби: Приключения в Кибер-вселена“ (Transformers: Bumblebee Cyberverse Adventures).
В България се излъчва в същата година по Cartoon Network с нахсинхронния дублаж на студио Про Филмс, като е пуснат само сезон 1. Може да се гледа и във VOYO, където са качени всички сезони.